# Gregorio Bressani

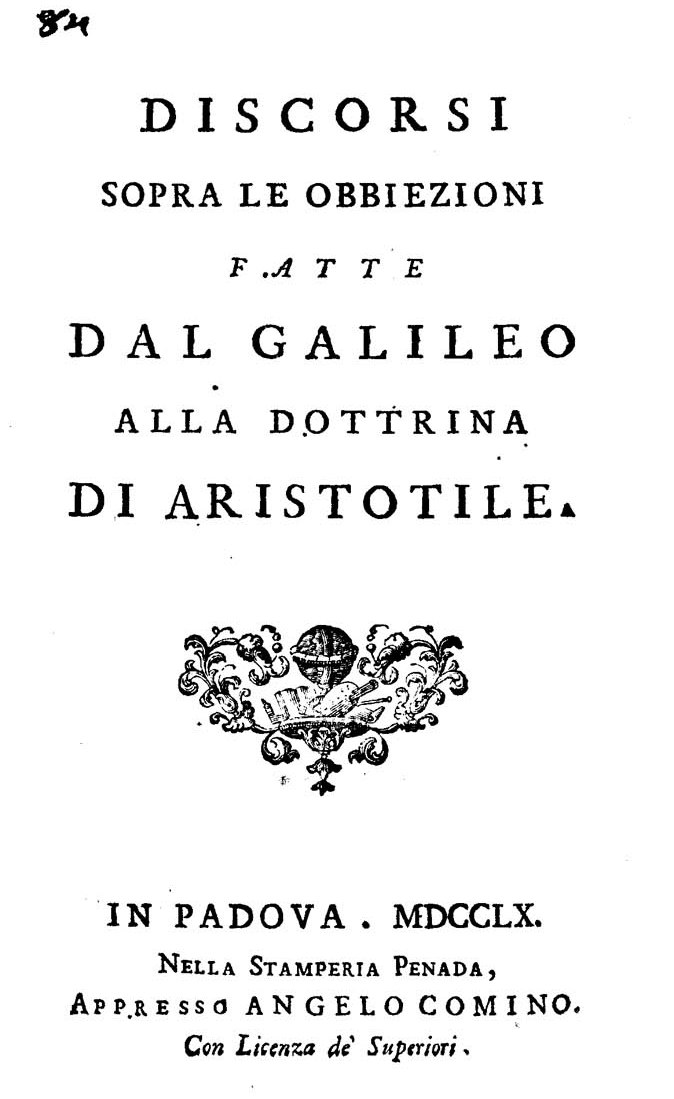
Discorsi sopra le obbiezioni fatte dal Galileo alla dottrina di Aristotile, 1760

Gregorio Bressani (Treviso, 3 febbraio 1703 – Padova, 12 gennaio 1771) è stato un filosofo italiano.

## Biografia
Si laureò in utroque iure all'università di Padova nel 1726 circa, interessandosi a letteratura e filosofia.
Fu aiutato da Francesco Algarotti, cui aveva inviato delle proprie opere.
Sostenne uno scolasticismo classico in opposizione alla scienza moderna di Galileo e Newton.

## Opere

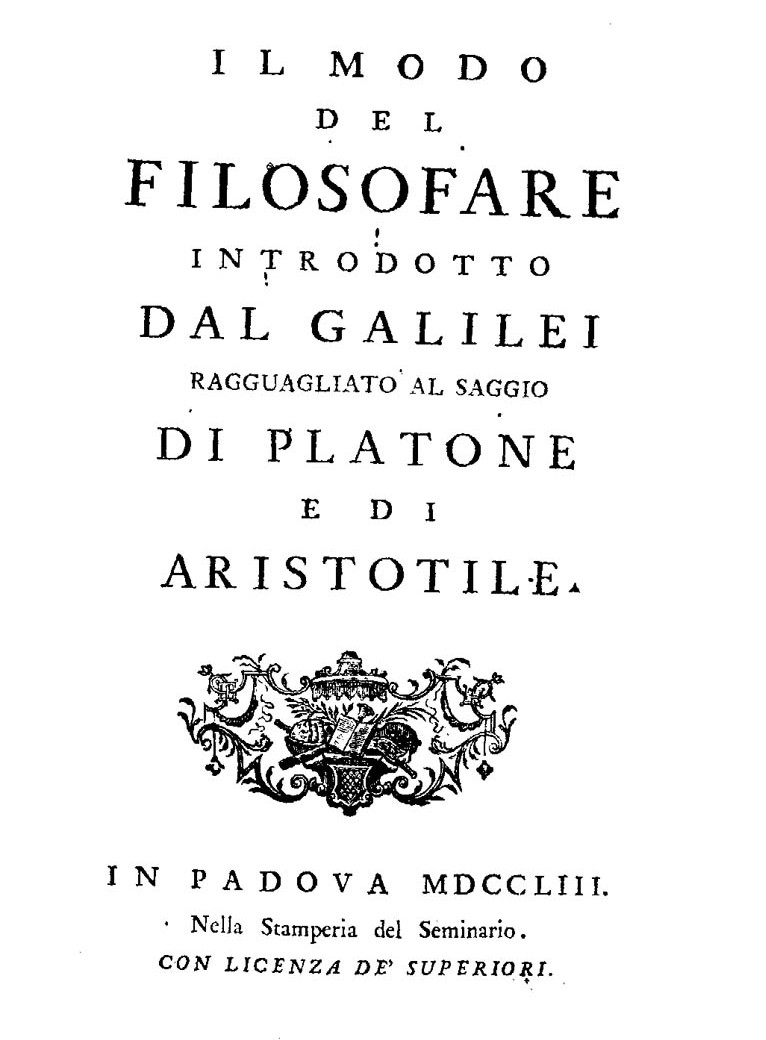
Il modo del filosofare introdotto dal Galilei, ragguagliato al saggio di Platone e di Aristotile, 1753

- Il modo del filosofare introdotto dal Galilei, ragguagliato al saggio di Platone e di Aristotile, Padova, Tipografia del Seminario, 1753.
- Discorsi sopra le obbiezioni fatte dal Galileo alla dottrina di Aristotile, Padova, Angelo Comino, 1760.